# Миноносцы типа «Кайман»
Миноносцы типа «Кайман» (нем. Kaiman-Klasse) — австро-венгерские миноносцы, состоявшие на вооружении ВМС Австро-Венгрии. Всего было спущено на воду 24 таких корабля.

## Строительство
Прототип миноносцев данного типа был построен на британской верфи «Yarrow & Co. Ltd.» и был затем передан Австро-Венгрии в сентябре 1905 года. Ещё тринадцать таких кораблей были построены в Триесте на заводе STT с 1906 по 1907 годы, а оставшиеся 10 строились на верфи «Данубиус» в 1908 и 1909 годах.

## Описание и применение
Эти новые миноносцы считались одними из лучших миноносцев своего времени, могли дольше вести боевые действия в открытом море, чем значительно опережали своих предшественников и современников. Они использовались также и для обороны крупных военных кораблей (броненосцев, крейсеров и линкоров), а также могли бороться с торпедными катерами, подводными лодками и другими малыми судами. В начале Первой мировой войны эти миноносцы состояли в 1-м и 2-м флотах миноносцев, прикрывая тяжёлые корабли у побережья Черногории и Италии. В Черногории они прославились тем, что организовывали массовый морской десант, атаковали прибрежные патрули и даже чинили подводные лодки.
Во время боевых действий ни один корабль не был потерян: только судно под кодовым названием Tb.51T пострадало после торпедной атаки. Однако это не спасло австро-венгерский флот от поражения в войне: после её окончания корабли стали распределять между державами. 19 судов достались Великобритании, но англичане передали их итальянцам. Ещё четыре миноносца достались Югославии, где несли службу до 1924 года. Оставшийся корабль был принят в состав флота Италии. Вскоре все корабли были разобраны на металл, причём именно в Италии.